# Йоганн Каспар Блюнчлі
Йо́ганн Ка́спар Блю́нчлі (нім. Johann Kaspar Bluntschli; *7 березня 1808, Цюрих — †21 жовтня 1881, Карлсруе) — швейцарський юрист.
Блюнчлі народився у родині фабриканта. Навчався в Цюрихському інституті політики та Берлінському університеті. У 1829 закінчив Боннський університет і здобув ступінь доктора права.
Блюнчлі опублікував багато праць з цивільного, державного і міжнародного права.
У роботах з державного права розвивав «органічну теорію». В державі він вбачав органічну істоту, морально-духовний організм, здатний сприймати почуття і думки народів, висловлювати їх у законі. У працях з міжнародного права Блюнчлі виступав за встановлення мирного співжиття між державами, проти світового панування і вихваляння війни, за суверенітет, свободу і незалежність народів (але наполягав на тому, щоб «цивілізовані народи взяли на себе керівництво і виховання диких племен»).
Після франко-прусської війни Блюнчлі вихваляв прусську агресивну політику.

## Праці
- Блюнчли И. К. Современное международное право цивилизованных государств, изложенное в виде кодекса / пер. со 2-го нем. изд. В. Ульяницкий, А. Лодыженский; ред. Г. Л. Камаровский. — М.: Индрих, 1876. 634 с.